# Fernando Salavera Camps
Fernando Salavera Camps (Barcelona, 1 de noviembre de 1889 - Dachau, 30 de enero de 1945) fue un militar español.

## Biografía
Nacido en Barcelona el 1 de noviembre de 1889, fue militar profesional.
En julio de 1936, al comienzo de la Guerra civil, ostentaba el grado de comandante y estaba destinado en el Regimiento de Infantería «Alcántara» n.º 14 con base en Barcelona. Frente a los planes de los oficiales golpistas, Salavera y otros oficiales republicanos entorpecieron la sublevación del regimiento. Tras el fracaso de la sublevación en Barcelona, Salavera se convirtió en asesor militar de la Columna Ortiz que el 24 de julio salió de Barcelona hacia el Frente de Aragón. En la primavera de 1937 se hizo cargo de la 18.ª Brigada Mixta, destinada en el Frente de Madrid. En junio pasó a mandar la recién constituida 43.ª División, en el Frente de Aragón. Para entonces ya ostentaba el rango de teniente coronel. En diciembre dejó el mando de la división, y a partir de febrero de 1938 pasó a mandar el XIII Cuerpo de Ejército, que cubría el Frente de Teruel.
Hacia el final de la contienda pasó al exilio en Francia, a pocos meses del estallido de la Segunda Guerra Mundial. En agosto de 1944 fue detenido por los nazis en Burdeos, y a finales de mes deportado al campo de concentración de Dachau. Internado junto a otros prisioneros españoles, allí sería asesinado a comienzos de 1945.